# Андреас Берґер
Андреас Берґер  або Андрис Берґір (лат. Andreas Berger) (? , Львів — після 1523)  — львівський міщанин, лавник (1495), міський райця (1495—1523) та бурмистр Львова (1496).

## Життєпис
Протягом 1507—1508 рр. райці Мартин Вассерброт, Матеус Вайднер, Йоан Косснар, Андреас Берґер, Станіслав Газ, Ніколаус Тичка (урядуючі), Георгій Войнар, Ніколаус Арнест, Міхаель Гаснер і Георгій Ґобель (старі) викупили у шляхтича Яна Яцимирського частково за власні кошти, а частково за кошти взяті з міської казни, села Сихів і Зубра. Прибутки від цих сіл призначалися виключно на особисті потреби райців, що викликало незадоволення міщан.

## Сім'я
- Син Станіслав (Станцель) Берґер — лавник (1526—1531) та міський райця (1531—1548)